# Zamek w Przystroniu
Zamek w Przystroniu – zabytkowy zamek wybudowany w XVI w. w Przystroniu.

## Położenie
Zamek położony jest w Przystroniu – wsi w Polsce, w województwie dolnośląskim, w powiecie dzierżoniowskim, w gminie Łagiewniki.

## Opis
Około 1800 r. renesansowy obiekt rozbudowany został na klasycystyczny pałac. Prawdopodobnie pod ziemią było przejście do dworu-zamku z XVI-XVII w. w Ligocie Wielkiej.